# Princess Peach: Showtime!
Princess Peach: Showtime! (プリンセスピーチ Showtime!, Purinsesu Pīchi Shōtaimu!) és un videojoc d'acció per a la Nintendo Switch desenvolupat per Good-Feel i publicat el 22 de març de 2024. És el primer videojoc de la franquícia Mario que compta amb la Princesa Peach com a protagonista des de Super Princess Peach (2005), i és el tercer en total. El joc va ser breument revelat per primer cop durant una presentació Nintendo Direct el 21 de juny de 2023 i fa servir el motor Unreal Engine 4.
El joc té lloc en diferents obres de teatre, i controla a la Peach, qui té l'habilitat d'interactuar amb objectes i personatges amb l'ajut d'una cinta animada anomenada Stella. Quan es col·loca sobre una superfície circular, la Peach aconsegueix capacitats especials segons l'obra en què es trobi. La Peach es pot transformar en espadatxina, pastissera, ninja, vaquera, patinadora artística, detectiva, lladre, maga, sirena o superheroïna, cadascuna amb habilitats diferents.
Princess Peach: Showtime! va rebre crítiques mixtes, elogiant l'argument, la jugabilitat i la banda sonora, però criticant la seva dificultat baixa i problemes de rendiment tècnic. El joc va vendre 1,22 milions de còpies fins al maig de 2024 i va ser nominat com a "millor joc familiar" als The Game Awards de 2024.